# Nostrum
Nostrum és una marca catalana de menjar ràpid que va crear el 1994 l'empresa Home Meal Replacement S.L. (Sant Vicenç de Castellet, Barcelona), propietat de Joan Salomó i el seu fill Quirze Salomó. Va arribar a operar en tres països, França, Andorra i Espanya. A finals de 2018 va entrar en preconcurs de creditors i, finalment, en fase de liquidació a finals de 2019. El desembre el jutjat va autoritzar la venda de la unitat productiva a l'empresa lleidatana Masia Artesana S.L.

## Història
La primera botiga Nostrum va ser oberta al carrer Llúria, a la ciutat de Barcelona el juny de 1999.
No va ser fins a finals de 2012 en què va optar per un una nova via de negoci. Després d'aquesta decisió, Nostrum va començar a desenvolupar una estratègia d'oferir productes a molt baix cost al consumidor final, 1, 2 i 3 €. Aquesta estratègia va fer que l'empresa dupliqués les seves vendes, aconseguint un 60% més de facturació respecte al 2011. Aquest moviment va portar a Nostrum a obrir també la via de franquiciats, que havien de fer una inversió inicial d'uns 28.000 euros per obrir una d'aquestes franquícies de menjar per emportar. El 2013 va tancar amb una facturació de 13,6 milions d'euros, el doble que el 2012, i uns beneficis de 700.100 euros.

### Sortida a borsa
L'octubre de 2014, amb 115 botigues, van iniciar els tràmits per fer que Home Meal Replacement, l'empresa mare, comencés la seva sortida a borsa, amb l'objectiu de captar el 5 milions d'Euros que necessiten per dur a terme el seu pla estratègic, que contempla guanyar presència a l'Estat i expandir-se per Europa. Va sortir a borsa finalment el 4 de desembre de 2014, al Mercat Alternatiu Borsari (MAB), amb un preu de sortida d'1,73 euros, revaloritzant-se, durant la sessió fins a un 17,34%, assolint els 2,03 euros per acció. Aquell any va tenir uns ingressos similars a l'any anterior de 13,3 milions d'euros però uns resultats negatius de 162.133 euros.
El març de 2015 va anunciar que es faria una nova ampliació de capital per un import màxim de 3,5 milions d'euros, per finançar els plans de creixement de l'empresa. Finalment es van captar 3,6 milions d'Euros. Durant l'any 2015 l'empresa va augmentar les seves xifres amb un increment de 20 obertures aconseguint les 135 botigues obertes actualment.
Durant la seva entrada al mercat borsari el 2014, Nostrum va protagonitzar un augment del 22,54% en el preu de les seves accions, col·locant el seu preu per acció en 2,12 €. Aquesta marxa va començar un camí estable quant a cotització es refereix, ja que el preu mínim segons el MAB és de 2 € per acció des de la seva aparició en borsa, i un màxim de 2,25 € per títol registrat en l'últim control del MAB l'11/12/2015.
Nostrum va intentar expandir-se a nivell internacional, i el setembre del 2016 va anunciar un sistema de repartiment a domicili, on els usuaris podien fer la comanda de menjar des d'una aplicació pròpia, però l'empresa va passar per diversos problemes financers i va acabar entrant en fase de liquidació a finals de 2019.